# Roth Bahnhof
Roth Bahnhof ist ein Wohnplatz der Kreisstadt Roth im Landkreis Roth (Mittelfranken, Bayern).

## Geografische Lage
Der Ort liegt 200 Meter östlich der Rednitz. Im Süden lagen die Flurgebiete „Straßäcker“ und „In der Reniz“ und im Norden „Hauptmanns Brunnenstube“. Heute ist Roth Bahnhof in der Bahnhofstraße aufgegangen.

## Geschichte
Im Jahre 1861 wurde der Ort als „Bahnwärterhaus“ und „Eisenbahnhof“ erstmals schriftlich erwähnt. Der Ort wurde auf dem Gemeindegebiet von Rothaurach errichtet. Nach 1900, jedoch vor 1904 wurde Roth Bahnhof nach Roth umgemeindet.

### Baudenkmal
- Bahnhofstr. 74: Bahnhofsgebäude

### Einwohnerentwicklung
| Jahr      | 001861 | 001871 | 001885 | 001900 |
| Einwohner | *      | 3      | 18     | 26     |
| Häuser    |        |        | 1      | 3      |
| Quelle    | [ 3 ]  | [ 5 ]  | [ 6 ]  | [ 7 ]  |

## Weblink
- Roth in der Ortsdatenbank von bavarikon, abgerufen am 19. August 2021.